# Каборе, Рок Марк Кристиан
Рок Марк Кристиан Каборе (фр. Roch Marc Christian Kaboré; род. 25 апреля 1957, Уагадугу, Кадиого, Центральная область, Верхняя Вольта) — буркинийский государственный и политический деятель.
Премьер-министр Буркина-Фасо с 20 марта 1994 по 6 февраля 1996 года, президент Национальной ассамблеи Буркина-Фасо с 5 июня 2002 по 28 декабря 2012 года, президент Буркина-Фасо с 29 декабря 2015 по 24 января 2022 года и министр национальной обороны с 13 января 2016 по 20 февраля 2017 года. Отстранён от власти в результате вооружённого государственного переворота.

## Биография

### Молодые годы, семья и образование
Рок Марк Кристиан Каборе родился 25 апреля 1957 года в столице Верхней Вольты — Уагадугу, Кадиого, Центральная область. Он родом из знатной католической семьи, принадлежащей к составляющему большинство народу моси, в связи с чем говорили, что он «родился с серебряной ложкой во рту». Его отец, Шарль Била Каборе, по профессии банкир, был советником министра внутренних дел и безопасности (1961 год), главой казначейства Верхней Вольты и членом Экономического и социального Совета, министром финансов (1963—1965) и министром здравоохранения (до 1966 года) при президенте Морисе Ямеого, советником по финансам и генеральным секретарём администрации президента (до 1975 года), заместителем президента Центрального банка государств Западной Африки (до 1982 года), техническим консультантом и генеральным секретарём администрации президента (до 1985 года).
С 1962 по 1968 год Рок Каборе учился в общественной школе Уагадугу, которую окончил с сертификатом о начальном образовании и подал документы сразу в шесть колледжей и университетов. C 1968 по 1975 год он учился в колледже Сен-Жан-Батист-де-ла-Саль, получив диплом об общем образовании (1972 год) и степень бакалавра (1975 год). Во время учёбы Каборе активно занимался спортом, в частности баскетболом. В 1975 году он поступил на экономический факультет Университета Дижона во Франции, получив в 1979 году степень магистра в области делового администрирования, а в 1980 году — диплом о специальном высшем образовании в области администрирования и управления. Во время учёбы вступил в члены Ассоциации студентов Вольты во Франции как отделения Всеобщего союза студентов Вольты, познакомившись с политической жизнью Пятой французской республики Вернувшись на родину, Каборе, исповедующий левые взгляды, стал членом политбюро радикальной организации «Союз коммунистической борьбы — Восстановленный», созданной после государственного переворота 1983 года, приведшего к власти марксиста Тома Санкару.

### Карьера

#### Банковская сфера
Пойдя по стопам отца, Каборе стал банкиром, поступив на работу в Международный банк Вольты (позже Международный банк Буркина, МББ). В 1984 году, во время президентства Санкары, 27-летний Каборе был назначен на пост генерального директора МББ, который занимал в течение пяти лет до 1989 года и прихода в политику. После убийства Санкары в результате государственного переворота 1987 года, Каборе вошёл в доверие к захватившему власть Блезу Компаоре и фактически стал его правой рукой, поклявшись в верности новому лидеру, вставшему на путь, по его словам, «корректировки революции». В 1987 году Каборе вступил в президентский «Народный фронт», ставший основой для партии «Конгресс организации народной демократии — Рабочее движение» (КОНД—РД).

#### Должности в правительстве
21 сентября 1989 года Каборе был назначен на пост министра транспорта и коммуникаций. После референдума по принятию конституции четвёртой республики и формирования нового правительства, 16 июня 1991 года Каборе был назначен на должность министра по координации действий правительства, на которой продержался до 16 февраля 1992 года, когда в ходе перестановок в правительстве получил пост министра без портфеля. 24 мая 1992 года он был избран в члены Национальной ассамблеи от Кадиого в качестве члена партии КОНД—РД. С 19 июня 1992 по 3 сентября 1993 года Каборе занимал должность министра финансов и планирования, а с 3 сентября 1993 по 20 марта 1994 года был министром по связям с институтами.

#### Пост премьер-министра Буркина-Фасо
После роспуска правительства Юссуфа Уэдраого, 20 марта 1994 года Каборе был назначен на должность премьер-министра Буркина-Фасо. На этом посту он продолжил реализацию программы Международного валютного фонда по стабилизации экономики, начатую в 1991 году, внедрил стратегию увеличения производительности на основе помощи бюджетной поддержки, позволившую обеспечить финансирование основных программ и реформ правительства, а также управлял девальвацией франка КФА ВСЕАО, имевшей целью сокращение бюджетного дефицита и возвращение к росту. 6 февраля 1996 года Каборе ушёл в отставку, став специальным советником президента (февраль 1996—июнь 1997). На посту премьер-министра его сменил Кадре Дезире Уэдраого.

#### Работа в партии и парламенте
11 мая 1997 года Каборе был переизбран в члены Национальной ассамблеи от партии «Конгресс за демократию и прогресс» (КДП), заняв 1 июля пост первого вице-президента парламента, который занимал до 5 июня 2002 года. В августе 1999 года Каборе стал национальным секретарем КДП. После парламентских выборов 2002 года, 5 июня Каборе был избран президентом Национальной ассамблеи, сменив Мелега Мориса Траоре, а в августе 2003 года назначена пост председателя КДП. Пройдя в парламент после парламентских выборов 6 мая 2007 года, Каборе был переизбран на пост президента Национальной ассамблеи, победив 4 июня Норберта Тьендребеого. 8 июля 2011 года Каборе был избран президентом Парламентской ассамблеи Франкофонии.
Решив не участвовать в парламентских выборах 2012 года, Каборе впал в немилость Компаоре и был выведен из руководства партии, потеряв 19 марта должность председателя КДП. Новым президентом Национальной ассамблеи стал Сунгало Уаттара, избранный 28 декабря того же года.

#### Уход в оппозицию и предвыборная кампания
6 января 2014 года Каборе вместе с другими видными политиками объявил о выходе из КДП, выразив несогласие с методами руководства партии и планами по внесению изменений в 37-ю статью Конституции страны, предполагающими отмену ограничений в два срока для занятия должности президента, что было расценено как подготовка к выдвижению кандидатуры Компаоре на третий пятилетний срок. При этом, в 2010 году Каборе называл «ограничение числа мандатов недемократичным». В тот же день со съезда КДП ушли более 70 членов партии, что было прокомментировано журналистами как сигнал будущего краха режима Компаоре.
25 января 2014 года Каборе основал и возглавил новую партию — Народное движение за прогресс (НДП), в которую вошли такие «столпы» режима президента, как Салиф Диалло и Симон Компаоре. Таким образом Каборе присоединился к оппозиции на пике своей политической активности за 10 месяцев до состоявшегося 11 октября того же года свержения Компаоре, находившегося у власти более 25 лет в течение двух семилетних и двух пятилетних сроков с 1987 года. На конвенции НДП, проходившей во Дворце спорта Уагадугу с 4 по 5 июля 2015 года, Каборе был официально объявлен кандидатом партии на будущих президентских выборах, заявив о стремлении сотрудничать со всеми политическими силами. После этого, став фактически одним из главных представителей оппозиции в контексте урегулирования кризиса в переходный период, Каборе провёл ряд встреч с посланниками Африканского союза, Экономического сообщества стран Западной Африки и Организации Объединённых Наций, а также с представителями гражданского общества по вопросам работы над новой конституцией.
Первоначально проведение выборов было намечено на 11 октября, но они были отложены после неудавшегося переворота, состоявшегося 17 сентября под руководством соратника Компаоре генерала Жильбера Дьендрере. Во время предвыборной кампании Каборе позиционировал себя как социал-демократа, выступающего за сотрудничество с социалистическими партиями, лучшее управление страной, создание возможностей для экономического роста, решение проблемы безработицы среди молодёжи, снижение уровня бедности, модернизацию систем здравоохранения и образования. Он отмечал, что «у нас есть опыт старой системы, и мы знаем, как сделать лучше», обеспечив «полный разрыв со старой системой», что было скептически воспринято генеральным секретарём Всеобщей конфедерации трудящихся Буркина-Фасо Бассолмой Бейзи, заявившей, что «Рок занимал руководящие должности при Компаоре. Вы не можете сказать, что он не создавал этот режим. Компаоре проводил в политике социал-демократическую линию и Рок следует той же логике, и с этой точки зрения мы не можем ожидать каких-либо изменений», а также многих жителей Буркина-Фасо, воспринимающих Каборе как бывшую пешку режима Компаоре.

#### Пост президента Буркина-Фасо
По результатам президентских выборов 29 ноября 2015 года, объявленным в ночь с 30 ноября по 1 декабря, Каборе одержал победу в первом туре голосования, получив 53,5 % голосов и опередив Зефирина Диабре с 29,7 %, и был объявлен новым президентом Буркина-Фасо. Между тем, на параллельных парламентских выборах, партия Каборе, Народное движение за прогресс, набрала 55 из 127 мест, не получив подавляющего большинства, вследствие чего некоторые обозреватели заговорили о её объединении в коалицию с партией Союз за прогресс и реформы Диабре, получившей 33 места. После подведения итогов, перед несколькими тысячами человек, собравшимися перед штаб-квартирой его партии, Каборе отметил, что «мы должны немедленно приступить к работе. Мы должны вместе служить стране. Молодёжь, женщины и старики».
Диабре незамедлительно признал результат выборов и лично поздравил Каборе с победой, отметив, что «всё указывает на то, что он будет новым президентом Буркина-Фасо». Действующий президент Буркина-Фасо Мишель Кафандо назвал избрание Каборе «победой для Буркина, победой для Африки», так как «мы надеемся, что примеру Буркина последуют и другие страны, вдохновленные доверием, транспарентностью и примирением». Журналисты отмечали, что Каборе победил благодаря своей популярности у жителей сельских районов, привыкших голосовать за того, кого они узнали лучше всего за время правления Компаоре, или того, кто является воплощением их социальных привычек. В то же время представители гражданского общества заявили о том, что ждут от новоизбранного президента принятия новой конституции и перехода к Пятой республике, а также начала процесса национального примирения и учреждения комиссии по реабилитации жертв режима Компаоре.
29 декабря 2015 года Каборе был приведён к присяге и вступил в должность президента Буркина-Фасо на торжественной церемонии в спортивном центре Уагадугу в присутствии пяти тысяч человек и лидеров государств, в числе которых были президент Ганы Джон Драмани Махама, вице-президент Нигерии Йеми Осинбаджо, президент Экзаменационного Юаня Китайской Республики У Цзинь-Цзинь. Инаугурацию посетила делегация США в составе ассистента государственного секретаря США по африканским делам Линды Томас-Гринфилд, командующим Африканского командования США Дэвидом Родригесом и послом США в Буркина-Фасо Тулинабо Мушинги
, а генеральный секретарь ООН Пан Ги Мун направил Каборе поздравительное послание. Спустя 50 лет с момента провозглашения независимости страны от Франции в 1960 году, Каборе стал первым гражданским президентом Буркина-Фасо, избранным демократическим путём впервые с 1978 года. Срок его полномочий составит 5 лет с возможностью однократного переизбрания. Избрание Каборе ознаменовало окончание периода политической нестабильности в Буркина-Фасо, по-прежнему бедной стране, не имеющей выхода к морю, но производящей золото и хлопок.
7 января 2016 года Каборе назначил на пост премьер-министра известного экономиста Поля Кабу Тиебу, не имеющего опыта в политике. 13 января к присяге было приведено новое правительство, в котором Каборе занял должности министра национальной обороны и по делам ветеранов, как и его предшественник Компаоре.
В ноябре 2020 года Каборе был переизбран на второй срок.
24 января 2022 года в Буркина-Фасо произошёл военный переворот, в ходе которого Рок Марк Кристиан Каборе был задержан, правительство было распущено, действие конституции приостановлено. Был посажен под домашний арест, освобождён только 6 апреля 2022 года.

## Награды
Командор и Великий офицер Национального ордена Буркина-Фасо, кавалер Большого креста Ордена Плеяд.

## Личная жизнь
Женат, трое детей. Любит читать и слушать музыку, занимается сельским хозяйством. Является покровителем футбольного клуба первого дивизиона «Rail Club du Kadiogo», одержавшего победу на чемпионате Буркина-Фасо по футболу 2005 года.
Приходится дядей футболисту Шарлю Каборе.